# Joli Jászai
Joli Jászai (Rábatamási, 21 de mayo de 1907 – Piliscsaba, 26 de septiembre de 2008) fue una actriz húngara. 

## Biografía
Sobrina de la actriz Mari Jászai, era la novena de diez hijos. Siempre se sintió atraída por los escenarios, pero sucumbió a la voluntad de sus padres y se convirtió a profesora dando clases en Rábatamási. Después de la guerra, en 1950, se instaló en Pécs con su marido y ocupó el cargo de gerente de una guardería hasta su jubilación. 
Jászai comenzó su carrera artística relativamente tarde. En 1984, el director de teatro József Bor la escuchó recitar en una ceremonia en honor a Mari Jászai y le ofreció un papel teatral en Mesél a bécs erdő de Ödön von Horváth. Apareció por primera vez en el escenario en 1985. Actuó, entre otros, en el Teatro Petőfi de Veszprém . Obtuvo fama nacional en el programa de Sándor Friderikusz y, a la edad de 79 años, consiguió su primer papel en el cine.
Desde 2004 vivió en Nagyboldogasszony Ház en Piliscsaba. Murió allí en 2008 a los 101 años. Sus cenizas fueron depositadas en el cementerio público de Pécs.

## Filmografía
- Mamiblu (1986)
- Csók, Anyu! (1986)
- Szerelem első vérig (1986)
- Hol volt, hol nem volt (1987)
- Szerelem második vérig (1988)
- Ismeretlen ismerős (1989)
- Napló apámnak, anyámnak (1990)
- Szerelmes szívek (1991)
- Édes Emma, drága Böbe – vázlatok, aktok (1992)
- Sztracsatella (1996)
- A Szórád-ház (1997) TV
- Szerelem utolsó vérig (2002)